# Апанаж
Апанаж (с етимология от латински (ad panem /да даде хляб/ или apanagium) и френски (apanage) е голямо поземлено владение в средновековните монархии, представляващо обширна територия, отдавана за издръжка на лица от владетелския двор.
Апанажната система е широко разпространена в Европа през Средновековието. Особено често се практикува във Франция и на територията на днешна Германия. Апанажни владения се срещат и във Византия и средновековна България след 12 век.
Тъй като обикновено за най-големия син на владетеля е запазено правото да наследи върховната власт в държавата, то по-младите синове и в някои случаи дъщерите са обезпечавани при определени условия с поземлени владения, с което се парират техните претенции за короната и бъдещи опити за бунт като същевременно по този начин се запазва целостта на държавата.